# ACV Dorchester
ACV Dorchester – opancerzony wóz dowodzenia, konstrukcji brytyjskiej, z okresu II wojny światowej.

## Historia
Dowództwo brytyjskich wojsk pancernych szybko zauważyło potrzebę zapewnienia dowódcom, a także ich sztabom, odpowiednich warunków pracy. Rozwiązaniem było dostarczenie im specjalnych pojazdów z których mogliby oni, w sposób ciągły, dowodzić podległymi czołgami. Pierwsze modele wypróbowano już w latach 30. XX wieku. Oprócz specjalnych czołgów dowodzenia, prowadzono też próby ze znacznie od nich tańszymi - kołowymi opancerzonymi wozami dowodzenia.
W 1937 zamówiono pierwszą serię liczącą 15 wozów. Zostały one zbudowane na podwoziu Moris CS9/LAC 4x4. W listopadzie 1939 podpisano następny kontrakt, na budowę nowej serii pojazdów. Zbudowano 21 wozów dowodzenia na podwoziu Lizard. Były one większe i obszerniejsze od poprzednika. Kilka wozów tego typu wysłano do Afryki. Liczba zbudowanych pojazdów była jednak ciągle niewspółmierna do potrzeb dowództw i sztabów ciągle powstających brygad i dywizji pancernych.
W kwietniu 1940, Ministerstwo Wojny podpisało kontrakt na większą liczbę pojazdów montowanych na podwoziu AEC Matador 4x4. Był to standardowy pojazd używany jako ciągnik artyleryjski oraz podwozie działa samobieżnego Deacon. Miało ono być bazą do konstrukcji szeregu specjalistycznych odmian:
- Opancerzonego wozu dowodzenia (ACV - Armoured Command Vehicle)
- Opancerzonego wozu saperskiego - niszczycielskiego (ADV - Armoured Demolition Vehicle) dla oddziałów saperskich. Wyposażony w kafar i sprężarkę.
- Opancerzonego wozu saperskiego - układacza min (AML - Armoured Mine Layer) z zapasem min, układanych przy pomocy zewnętrznej pochylni.
- Opancerzonego wozu transportowego (APC - Armoured Personnel Carrier) do przewozu 30 żołnierzy.

W późniejszym okresie zrezygnowano z koncepcji wozów saperskich i transportowych. Zdecydowano się na kontynuowanie produkcji pojazdów ACV. Pozostałe zbudowane już pojazdy zostały przebudowane do tego standardu.
Nowe wozy szybko zyskały sobie dużą popularność. Z powodu przestronności wnętrza, zostały nazwane Dorchester. Taką nazwę nosił znany londyński hotel.
Trzy egzemplarze zostały w Afryce zdobyte przez Niemców. Pod nazwą Mamut, były one używane przez sztab gen. E. Rommla.

## Wersje produkcyjne
- LP (Low Power - małej mocy) z dwoma radiostacjami No 19 Mk II.
- HP (High Power - dużej mocy) z nadajnikiem R.C.A. i odbiornikiem R 107, oraz z radiostacją No 19 Mk II.

Zewnętrznie obie wersje różniły się dodatkowym pojemnikiem z przodu kadłuba oraz większą długością.
Istniały również odmiany:
- Mk I - pierwsza seria, bez wydzielonego przedziału do pracy. Wyposażona w agregat prądotwórczy o mocy 550 W.
- Mk II - późniejsza seria. Przedział radiotelegrafistów oddzielono przegrodą, od przedziału pracy oficerów sztabu. Wyposażona w agregat o mocy 1260 W

Każdy wóz posiadał stoły z odpowiednim oświetleniem oraz fotele do pracy sztabowej. Szafki na komplety map oraz maszyny szyfrujące. 
Część bocznej ściany można było otwierać i rozpinać tam namiotowy przedsionek.

## Służba
Według etatów brytyjskich, każda dywizja pancerna powinna posiadać co najmniej 15 wozów dowodzenia. 
Znalazły się one również w wyposażeniu Polskich Sił Zbrojnych, a przede wszystkim w 1 Dywizji Pancernej.